# Jakob Heine
Jakob (ou Jacob) Heine (Lauterbach, Alemanha, 16 de abril de 1800 – Cannstatt, Alemanha, 12 de novembro de 1879) foi um ortopedista alemão. É notável pelo estudo da poliomielite que realizou em 1840, o primeiro relatório médico da doença, e a primeira vez que foi reconhecida como entidade clínica. A poliomielite é muitas vezes referida como "Doença de Heine-Medin", em função do trabalho de Heine e de Karl Oskar Medin.
Sepultado no Uff-Kirchhof em Stuttgart.